# Charles-Henri Sanson
Charles-Henri Sanson (Parigi, 15 febbraio 1739 – Parigi, 4 luglio 1806) è stato un boia francese.
È il più celebre di una nota dinastia familiare di esecutori di giustizia parigini che ricoprirono con continuità questo incarico tra il 1687 e il 1847. Eseguì migliaia di esecuzioni e, tra le altre, la decapitazione del re Luigi XVI e della regina Maria Antonietta durante la rivoluzione francese, oltre che dei rivoluzionari Danton, Desmoulins e Robespierre.

## Tra romanzo e realtà storica
Non ci rimane alcun ritratto di Charles-Henri Sanson, ma esistono invece alcune biografie molto romanzate del XIX secolo basate sui diari, in realtà degli apocrifi successivi, tenuti dall'ufficiale francese. I presunti diari furono pubblicati per la prima volta nel 1829, con il titolo di Mémoires pour servir a l'histoire de la Revolution Française par Sanson (2 volumi, 1829) e l'introduzione di Honoré de Balzac. Un'altra opera biografica, Sept générations d'exécuteurs. Mémoires des Sanson (1862-1863, in 6 volumi), fu redatta dal nipote, Henri-Clément Sanson.
Tra i pochi manoscritti sicuramente autentici di Charles-Henri Sanson vi è una lettera del 23 febbraio 1793, destinata alla pubblicazione sui giornali, in risposta alle accuse di codardia avanzate contro di lui dal giornale repubblicano Thermomètre du Jour in occasione della decapitazione di Luigi XVI. La replica di Sanson descrive gli ultimi momenti di vita del sovrano francese e riporta le esatte frasi scambiate tra i due sul patibolo e le impressioni di Charles-Henri.

## Il boia di Parigi
Il boia, in francese bourreau, era in quel periodo storico il pubblico ufficiale incaricato di eseguire le sentenze giudiziarie quando riguardassero pene corporali di qualunque tipo, compresa la tortura e la condanna a morte.
La famiglia Sanson aveva acquisito il titolo, poi ereditario, di Executeur des hautes oeuvres de Paris ("Esecutore delle alte opere di Parigi") nel 1688, con Charles Sanson de Longval (1658-1707), il bisnonno di Charles-Henri.
Figlio del boia Jean-Baptiste Sanson, Charles-Henri sposò, il 10 gennaio 1765, Marie Anne Jugier, figlia di un maresciallo dell'esercito, da cui avrebbe avuto due figli: Henri, che sarebbe poi succeduto al padre come ufficiale esecutore, e Gabriel, aiuto-boia dal 1790 al 1792, anno in cui morì in un incidente.
Charles-Henri intraprese la carriera nel 1754, quando dovette succedere al padre gravemente malato. Nel 1778, alla morte di quest'ultimo, ottenne le lettere di provvigione che lo nominavano ufficialmente bourreau de la Ville, Prévôté et Vicomté de Paris. Nel medesimo anno divenne ufficiale esecutore del re (Prévôté de l'Hôtel du Roy) alla corte di Versailles, una carica che aveva già esercitato il fratello, Nicolas Charles Gabriel Sanson.

## Durante la rivoluzione francese

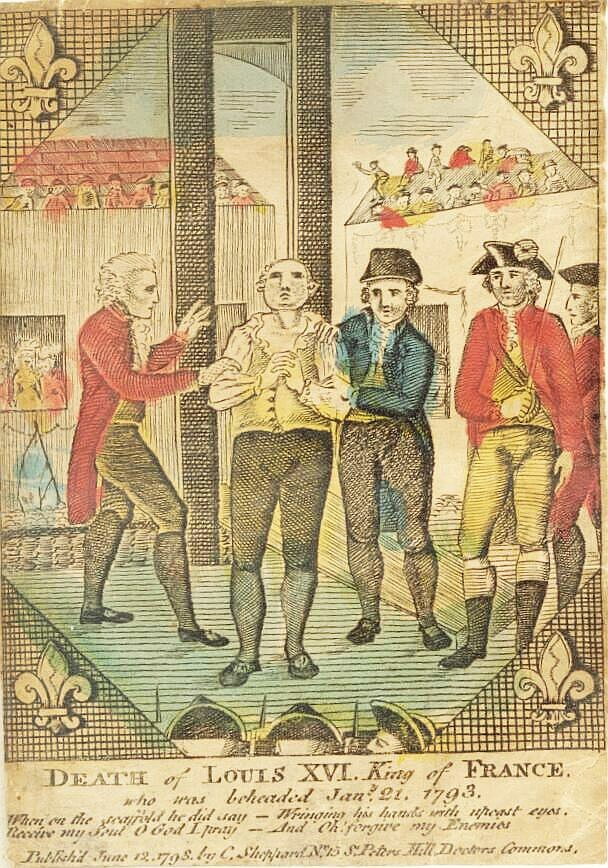
L'esecuzione del re Luigi XVI

Allo scoppio della rivoluzione francese, nel 1789, simpatizzò con gli insorti, ma senza partecipare ai moti rivoluzionari, ottenendo il titolo di cittadino. Continuò ad esercitare la sua professione durante il periodo rivoluzionario, dal 1789 al 1794, officiando a tutte le esecuzioni capitali. Il 21 gennaio 1793, per autorità della Convenzione nazionale, eseguì la decapitazione, tramite ghigliottina, di Luigi XVI.
Fu l'esecutore materiale di 2.918 decapitazioni negli anni della rivoluzione francese. Nel cesto della ghigliottina, da lui azionata, rotolarono fra le altre le teste di Maria Antonietta, moglie del sovrano francese e quindi regina di Francia, e di molti aristocratici, ma anche di diversi esponenti di fazioni rivoluzionarie, quali Jacques-René Hébert, Georges Jacques Danton e i suoi sostenitori, i Girondini, Robespierre e i Montagnardi.
Un'altra tra le persone che dovette decapitare fu l'astronomo e accademico Jean Sylvain Bailly, uno dei padri della rivoluzione francese nei primi anni, ovvero nella fase monarchico-costituzionale, primo sindaco di Parigi, inviso ai Giacobini per le sue idee troppo moderate. Il nipote, Clément Henri, nelle Mémoires familiari racconta come il nonno avesse cercato in tutti i modi di aiutarlo a restare in piedi, accompagnandolo al patibolo con gentilezza, mentre la folla lo tartassava nei modi più crudeli, spintonandolo e gettandogli fango.
Nel 1795, sfinito, decise di ritirarsi, passando l'incarico al figlio Henri. Pur non occupandosi più delle esecuzioni, rimase ufficialmente in carica fino alla morte, avvenuta nel 1806. Riposa tutt'oggi nel cimitero di Montmartre.

## Leggende sull'esecuzione di Luigi XVI
Una leggenda contemporanea vide Sanson raffigurato come lo strumento della maledizione che Jacques de Molay, ultimo gran maestro dei Templari, avrebbe lanciato contro Filippo il Bello. Mentre veniva arso sul rogo, il 18 marzo 1314, Molay avrebbe maledetto la discendenza del sovrano capetingio, suo accusatore, fino alla tredicesima generazione.
Alcuni giornalisti e storici sensazionalisti del XIX secolo, riprendendo la nota diceria della maledizione di Molay, riportarono la voce che Sanson, prima di decapitare il sovrano francese e porre in questo modo virtualmente fine alla dinastia capetingia, gli avrebbe mormorato: Io sono un templare, e sono qui per portare a compimento la vendetta di Jacques de Molay.

## Nella cultura di massa
- Charles-Henri Sanson è il protagonista della serie manga Innocent, creata da Shin'ichi Sakamoto.
- Charles-Henri Sanson è il protagonista dell'albo a fumetti Il boia di Parigi, della serie le Storie.
- Charles-Henri Sanson è uno dei personaggi che companion in Fate
- Napoleon, regia di Ridley Scott (2023)
- Le Déluge - Gli ultimi giorni di Maria Antonietta, regia di Gianluca Jodice (2024)